# Holoaerenica
Holoaerenica is een kevergeslacht uit de familie van de boktorren (Cerambycidae). De wetenschappelijke naam van het geslacht werd voor het eerst geldig gepubliceerd in 1973 door Lane.

## Soorten
Holoaerenica omvat de volgende soorten:
- Holoaerenica alveolata Martins, 1984
- Holoaerenica apleta Galileo & Martins, 1987
- Holoaerenica bistriata Lane, 1973
- Holoaerenica multipunctata (Lepeletier & Audinet-Serville, 1825)
- Holoaerenica obtusipennis (Fuchs, 1963)
- Holoaerenica punctata (Gilmour, 1962)